# ليزا هانسن
ليزا هانسن (بالإنجليزية: Lisa Hansen Stone)‏ هي مجدفة أمريكية، ولدت في 8 يوليو 1954 في أوكلاند في الولايات المتحدة.

## وصلات خارجية
- ليزا هانسن على موقع الاتحاد الدولي للتجديف (الإنجليزية)
- ليزا هانسن على موقع الاتحاد الدولي للتجديف (الإنجليزية)
- ليزا هانسن على موقع اللجنة الأولمبية الدولية (الإنجليزية)
- ليزا هانسن على موقع أوليمبيديا (الإنجليزية)